# Campionati europei di pugilato dilettanti 2006
I Campionati europei di pugilato dilettanti maschili 2006 si sono tenuti a Plovdiv, Bulgaria, dal 13 al 23 luglio 2006. È stata la 36ª edizione della competizione biennale organizzata dall'EABA.

## Risultati
| Categoria                   | Oro                     | Argento                    | Bronzo                                                  |
| --------------------------- | ----------------------- | -------------------------- | ------------------------------------------------------- |
| Pesi minimosca (kg 48)      | David Ayrapetyan Russia | Alfonso Pinto Italia       | Mumin Veli Macedonia Hovhannes Danielyan Armenia        |
| Pesi mosca (kg 51)          | Georgij Balakšin Russia | Samir Mammadov Azerbaigian | Bato-Munko Vankeev Bielorussia Jérôme Thomas Francia    |
| Pesi gallo (kg 54)          | Ali Aliev Russia        | Detelin Dalakliev Bulgaria | Mirsad Ahmeti Croazia Zsolt Bedak Ungheria              |
| Pesi piuma (kg 57)          | Albert Selimov Russia   | Shahin Imranov Azerbaigian | Stephen Smith Inghilterra Alexey Shaydulin Bulgaria     |
| Pesi leggeri (kg 60)        | Aleksej Tiščenko Russia | Hrachik Javakhyan Armenia  | Vazgen Safaryants Bielorussia Olexandr Klyuchko Ucraina |
| Pesi superleggeri (kg 64)   | Boris Georgiev Bulgaria | Oleg Komissarov Russia     | Ionuţ Gheorghe Romania Gyula Káté Ungheria              |
| Pesi welter (kg 69)         | Andrey Balanov Russia   | Spas Genov Bulgaria        | Oleksandr Stretskyy Ucraina Kahaber Jvania Georgia      |
| Pesi medi (kg 75)           | Matvey Korobov Russia   | Rahib Beylarov Azerbaigian | Oleksandr Usyk Ucraina Fundo Mhura Scozia               |
| Pesi mediomassimi (kg 81)   | Artur Beterbiev Russia  | Ismail Sillakh Ucraina     | Kenneth Egan Irlanda Constantin Bejenaru Romania        |
| Pesi massimi (kg 91)        | Denis Poyatsika Ucraina | Roman Romančuk Russia      | Elchin Alizade Azerbaigian Alexander Povernov Germania  |
| Pesi supermassimi (kg 91 +) | Islam Timurziev Russia  | Robert Helenius Finlandia  | Kubrat Pulev Bulgaria Kurban Gunebakan Turchia          |

## Medagliere
| Posizione | Paese       | Oro | Argento | Bronzo | Totale |
| --------- | ----------- | --- | ------- | ------ | ------ |
| 1         | Russia      | 9   | 2       | 0      | 11     |
| 2         | Bulgaria    | 1   | 2       | 2      | 5      |
| 3         | Ucraina     | 1   | 1       | 3      | 5      |
| 4         | Azerbaigian | 0   | 3       | 1      | 4      |
| 5         | Armenia     | 0   | 1       | 1      | 2      |
| 6         | Finlandia   | 0   | 1       | 0      | 1      |
| 6         | Italia      | 0   | 1       | 0      | 1      |
| 8         | Bielorussia | 0   | 0       | 2      | 2      |
| 8         | Ungheria    | 0   | 0       | 2      | 2      |
| 8         | Romania     | 0   | 0       | 2      | 2      |
| 11        | Croazia     | 0   | 0       | 1      | 1      |
| 11        | Inghilterra | 0   | 0       | 1      | 1      |
| 11        | Francia     | 0   | 0       | 1      | 1      |
| 11        | Germania    | 0   | 0       | 1      | 1      |
| 11        | Georgia     | 0   | 0       | 1      | 1      |
| 11        | Irlanda     | 0   | 0       | 1      | 1      |
| 11        | Macedonia   | 0   | 0       | 1      | 1      |
| 11        | Scozia      | 0   | 0       | 1      | 1      |
| 11        | Turchia     | 0   | 0       | 1      | 1      |
|           | Totale      | 11  | 11      | 22     | 44     |